# Para inglês ver
 (juillet 2025).
Para inglês ver (en français Pour anglais voir) est une expression de la langue portugaise. Elle est généralement utilisée dans le domaine juridique pour désigner une loi qui, bien que promulguée, ne fait pas l'objet d'une application effective en droit positif. Plus largement, elle sert à désigner une chose qui se limite à son apparence, dont la seule fonction est visuelle .

## Histoire
L'expression trouve son origine au XIXe siècle au Brésil Impérial. Le pays obtient son indépendance du Portugal en 1825 par le Traité de Rio de Janeiro. Celle-ci s'opère dans des conditions difficiles imposées en partie par le Royaume-Uni qui, en sa qualité de médiateur du traité, exige du Brésil une indemnité de médiation et l'engagement solennel de l'abolition de la traite négrière dans le pays avant 1830. Dépendant financièrement et militairement du royaume, le Brésil est contraint d'accepter et signe un accord bilatéral en 1826..
Cependant, l'économie brésilienne est très dépendante de la traite transatlantique d'esclaves. L'Etat subit une double pression : à l'étranger, le Royaume-Uni mène une campagne abolitionniste dans le monde et use de son influence pour faire appliquer l'accord. En interne, les élites économiques sont farouchement esclavagistes, notamment les propriétaires terriens et producteurs de café dont la prospérité dépend de la main-d'oeuvre esclave.
En 1831, le gouvernement régent promulgue une loi interdisant officiellement la traite négrière au Brésil  . Cependant, elle ne sera jamais appliquée en pratique, la marine brésilienne est déployée mais laisse les navires négriers circuler librement. Dans les hautes sphères du pouvoir, un commentaire circule selon lequel cette loi n'est destinée qu'à être vue par les Anglais, maîtres des océans, afin d'éviter les représailles de la Royal Navy contre les ports du pays.
C'est ainsi que l'expression se popularise, désignant aussi bien les lois qui n'existent que sur le papier que tout artifice qui ne sert qu'à être aperçu.